# Tomaž Ogris
Tomaž Ogris (Thomas Ogris, * 1. Oktober 1946 in Kossiach (Kozje), Kärnten, Altgemeinde Radsberg) ist ein kärntnerslowenischer Pädagoge, Kulturaktivist, Publizist und Redakteur der Publikationen Mladi rod und Rastje.

## Leben und Wirken
Nach der Matura am Bundesgymnasium für Slowenen in Klagenfurt/Kärnten (1965) und der Berufsausbildung an der Lehrerbildungsanstalt in Klagenfurt war Ogris Volksschullehrer und danach Hauptschullehrer für die Fächer Geschichte, Deutsch und Slowenisch. Er wirkte in mehreren Orten Südkärntens. Später wirkte er an der Pädagogischen Akademie als Professor für die Didaktik und Methodik des zweisprachigen Unterrichts (1983–1994). In den Jahren 1995 bis 2007 war er Landesschulinspektor für das zweisprachige Schulwesen und Leiter der Minderheitenschulabteilung beim Landesschulrat für Kärnten.
Zwischen 1976 und 1991 war er Herausgeber der Zeitschrift für Schüler Mladi rod, ab 1984 war er auch Vorsitzender der gleichnamigen Lehrervereinigung. Zwischen 1972 und 1984 war er Vizepräsident, 1984–1990 Präsident des Slowenischen Kulturverbandes (SPD) in Klagenfurt/Celovec. 1992 initiierte dei Arbeitsgemeinschaft Österreichischer Volksgruppen in der SPÖ.
Von 1989 bis 1999 war er Vorsitzender des Slowenischen Kulturvereines Radsberg/Radiše, wo er seit 1990 auch Herausgeber und Gestalter des Mitteilungsblattes Naša vas / Unser Dorf ist.

## Publizistische Tätigkeit
Ogris schreibt in deutscher und slowenischer Sprache und ist Autor zahlreicher Texte über die zweisprachige Erziehung und Bildung, über Zweisprachigkeit und interkulturelle Begegnung in Kärnten, Autor von Essays, einer Ortsmonografie, von Erinnerungsprosa (z. B. mit der Zeitzeugin und Mutter Anisja Ogris, geb. Denisjaka, einer gebürtigen Ukrainerin). und Redakteur der slowenischen literarischen Revue Rastje
Sein 2014 erschienenes slowenisches Dialektbuch fröhlicher Dorfgeschichten Vamprat in Hana vom Radsberg/Radiše setzt neue Maßstäbe und ist für einheimische Laien ebenso interessant wie es für Sprachwissenschaftler, Dialektologen und Ethnologen relevant ist.

## Werke
- mit M. Ramšak (ur./Red.): Na poti v vas = Unterwegs ins Dorf : Kultura na Radišah skozi 90 let = Streifzug durch 90 Jahre Kultur am Radsberg. Hg. Slovensko prosvetno društvo „Radiše“. Klagenfurt/Celovec 1994.
- 1+ 1 = 2 / Zweisprachige Erziehung und Bildung in Kärnten / Informationen für Eltern und Interessierte. BMUK, Klagenfurt/Wien 2000, ISBN 3-85013-701-5.
- V mladih brezah gnezdijo sanje / In den jungen Birken nisten die Träume. Klagenfurt/Celovec 2005, ISBN 3-7086-0119-X.
- Radiše – Preteklost in sedanjost kraja in njegovih ljudi / Radsberg – Vergangenheit und Gegenwart des Ortes und seiner Menschen. Klagenfurt/Celovec, Wien 2009, ISBN 978-3-85435-603-5.
- Anisja - Prisilna delavka na Koroškem / Zwangsarbeiterin in Kärnten. Spomini - Erinnerungen. Klagenfurt/Celovec, Drava Verlag 2011, ISBN 978-3-85435-662-2[11]
- mit Vincenc Gotthardt und Jerneja Jezernik (ur./Red.): Rastje, Revija za literaturo, ustvarjalnost in družbena vprašanja. Nr. 8. Hg. vom Društvo slovenskih pisateljev v Avstriji (Verein der slowenischen Schriftsteller in Österreich). Klagenfurt/Celovec, Drava Verlag, 2014, ISBN 978-3-85435-749-0.[12]
- Vamprat pa Hana, Domislice, čenče, šale, laži. Klagenfurt/Celovec, Drava Verlag 2014, ISBN 978-3-85435-748-3. [3]